# Carlos Alberto Clulow
Carlos Alberto Clulow (* 1907 oder 1908; † 1969) war ein uruguayischer Diplomat und Schriftsteller.

## Leben
Der in Salto aufgewachsene Clulow war verheiratet und Vater von Simone Clulow Lepretre. Er wirkte überwiegend in der ersten Hälfte des 20. Jahrhunderts als Schriftsteller. So veröffentlichte er 1928 El oro yanqui en Latinoamérica. Zwei Jahre später erschien sein Roman La perdida Atlántida.
Später war er auch im diplomatischen Dienst seines Heimatlandes eingebunden. So hatte er in den 1950er Jahren mindestens bis 1957 das Amt des Botschafters in der Bundesrepublik Deutschland inne. Zudem war er von 1960 bis 1963 Botschafter Uruguays in den USA. Überdies stand er dem Consejo Interamericano Económico y Social vom 1. Juli 1960 bis zum 30. Juni 1961 als gewählter Präsident vor.

## Ehrungen
- 1960: Großkreuz der Bundesrepublik Deutschland

## Veröffentlichungen (Auszug)
- El oro yanqui en Latinoamérica, 1928[12]
- Canto del buen amor, 1929[13][14]
- La perdida Atlántida, Roman, 1930[15]
- Algunas ideas sobre democracia, 1930[16]
- Biología de las democracias de América, 1935[17]
- Muirakitán, Roman, 1942[18]
- Las sociedades de inversión en el Uruguay, 1949[19]